# کمان بلند انگلیسی

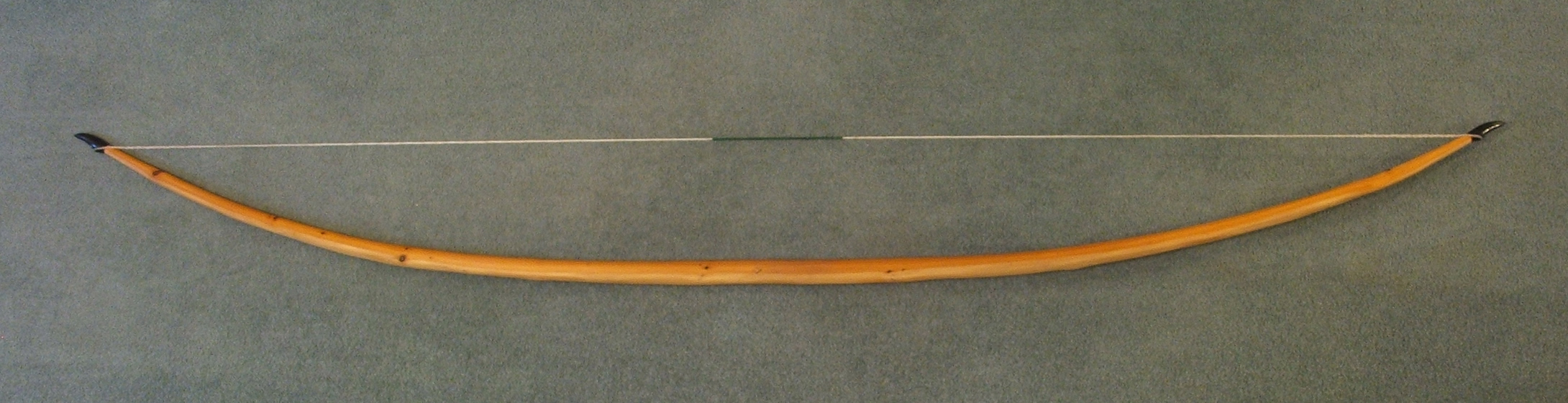
یک کمان بلند انگلیسی، به طول ۶ فوت و ۶ اینچ (۱٫۹۸ متر) و نیروی کشش., ۴۷۰ نیوتن (۱۰۵ پوند-نیرو)

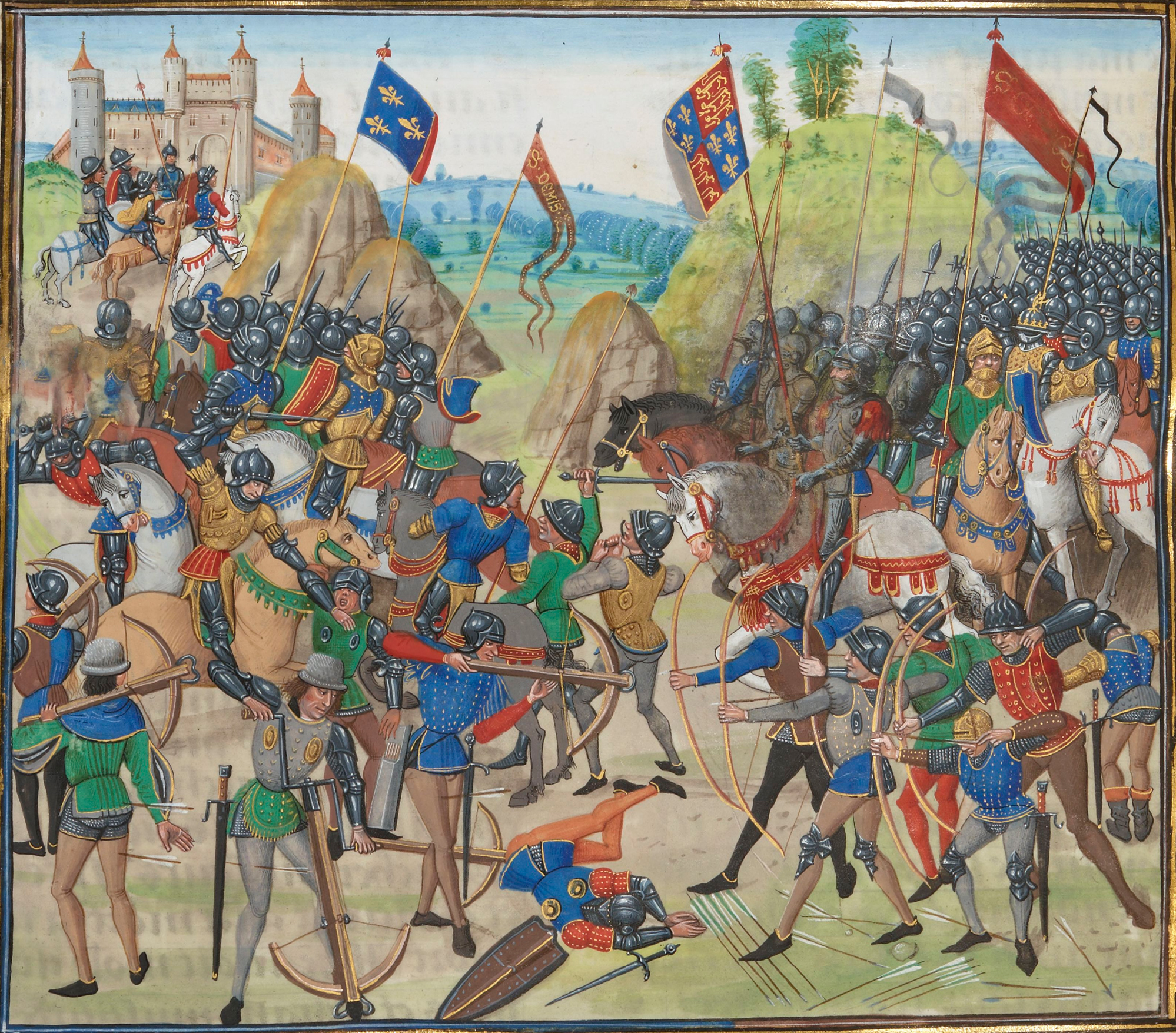
نقاشی متعلق به اواخر قرن پانزدهم از نبرد کرسی. کمانداران انگلیسی باکمان‌های بلند در جلو و سمت راست تصویر حضور دارند، و در حال فراری دادن کماندارهای مزدور ایتالیایی (مجهز به کمان زنبورکی) می‌باشند.

کمان بلند انگلیسی نوعی از کمان قدرتمند قرون وسطایی بودکه در حدود ۶ فوت (۱٫۸ متر) طول داشت. در حالی که در مورد منشأ این کمان مباحثاتی وجود دارد که این کمان از انگلستان نشات گرفته یا ریشه در کمان ولزی دارد، در قرن چهاردهم میلادی، هم مردم انگلیسی‌ها و هم ولزی‌ها از کمان بلند به عنوان سلاح جنگی و همچنین برای شکار استفاده می‌کردند. کمان بلند انگلیسی در طول جنگ صد ساله به عنوان اسلحه ای مؤثر علیه فرانسوی‌ها به ویژه در نبردهای سلویس (۱۳۴۰)، کرسی (۱۳۴۶)، پواتیه (۱۳۵۶)، و آزینکورت (۱۴۱۵) به کارگرفته شد. مؤثر یودن این کمان‌ها در جنگ‌های بعدی کاهش پیدا کرد، در نبرد ورنوی (۱۴۲۴) اگرچه انگلیسی‌ها یک پیروزی قاطع به دست آوردند، اما خطوط کمانداران شکسته شد. در نبرد پاتای (۱۴۲۹) کمانداران انگلیسی قبل از اینکه فرصت پیدا کنند تا آرایش دفاعی بگیریند، مورد حمله سواره نظام فرانسوی قرار گرفته و کاملاً تار و مار شدند. در طی نبرد پونتولان (۱۳۷۰) همانطوری که قبلاً نیز تجربه شده بود، مشخص شد که کمان‌های بلند در زمانی که کمانداران فرصت لازم برای ایجاد موقعیت‌های دفاعی را نمی‌یابند، مؤثر نخواهند بود.
هیچ کمان بلند انگلیسی از دوره‌ای که کمان بلند اسلحه غالب و مؤثر بود (حدود ۱۲۵۰ الی ۱۴۵۰) باقی نمانده است،  احتمالاً به این دلیل که کمان‌ها ضعیف‌تر شدند، شکستند و جایگزین شدند تا اینکه به نسل‌های بعدی به برسند. با این حال، بیش از ۱۳۰ کمان از دوران رنسانس باقی مانده است. بیش از ۳۵۰۰ تیر و ۱۳۷ کمان بلند از کشتی مری رز، که متعلق به نیروی دریایی هنری هشتم بوده و در سال ۱۵۴۵ در پورتسموث غرق شده بود، کشف شد.

## اهمیت اجتماعی
اهمیت کمان بلند درفرهنگ انگلیسی را می‌توان در افسانه رابین هود مشاهده نمود، که وی به صورت گسترده‌ای به عنوان یک کماندار چیره‌دست نشان داده شده است و همچنین در آواز کمان، شعری از کمپانی سفید اثر سر آرتور کانن دویل مشاهده نمود.
در طول سلطنت هنری سوم، تخصیص قوا در سال ۱۲۵۲ ایجاب می‌کرد که همه «شهروندان، شهرنشینان طبقه متوسط و بالاتر، مستاجران آزاد، رعایا و دیگران از ۱۵ تا ۶۰ ساله» باید مسلح شوند.از فقیرترین ایشان انتظار می‌رفت که اگر زمینی به ارزش بیش از ۲ پوند داشتند، یک ناچَخ (تبرزین دو تیغه) و یک خنجر و یک کمان در اختیار داشته باشند.
این امر تشکیل ارتش را برای پادشاه آسان‌تر می‌کرد، اما به این معنی نیز بود که کمان‌های در دسترس به سلاحی تبدیل شدند، که معمولاً توسط شورشیان در طی شورش دهقانان مورد استفاده قرار می‌گرفت. از زمان که طبقه کشاورزان خرده مالک در انگلستان در استفاده از کمان بلند مهارت پیدا کردند، اشراف در انگلستان باید مراقب می‌بودند که ایشان را به شورش سوق ندهند.
گمان زده شده که درختان سُرخدار معمولاً در حیاط کلیساهای انگلیسی کاشته می‌شدند تا چوب مورد نیاز برای کمان‌های بلند انگلیسی در دسترس باشند.

## یاداشت‌ها
1. ↑  Kaiser 1980.
2. ↑  (Levick 1992)
3. ↑  (Conan Doyle 1997)
4. ↑  (Kruschke 1985، ص. 31)
5. ↑  The right to keep and bear arms: report of the Subcommittee on the Constitution of the Committee on the Judiciary, United States Senate, Ninety-seventh Congress, second session, U.S. G.P.O. , 1982 p. 46 (see also: David T. Hardy, Partner in the Law Firm Sando & Hardy Historical Bases of the Right To Keep and Bear Arms)
6. ↑  (Andrzejewski 2003، p. 65) "It is surely not accidental that the only peasant revolt in England which succeeded took place at the time of the predominance of the longbow".
7. ↑  (Trevelyan 2008، p. 18) "The good yeoman archer 'whose limbs were made in England' was not a retrospective fancy of Shakespeare, but an unpleasant reality for French and Scots, and a formidable consideration for bailiffs and Justices trying to enforce servile dues or statutory rates of wages in the name of Law, which no one high or low, regarded with any great respect".
8. ↑  "Yew Trees in Churchyards". Internet Sacred Texts Archive. Retrieved 17 August 2014.